# Motorheart
| Совокупная оценка | Совокупная оценка |
| Источник          | Оценка            |
| ----------------- | ----------------- |
| Metacritic        | 70/100            |
| Оценки критиков   |                   |
| Источник          | Оценка            |
| AllMusic          | [ 2 ]             |
| Classic Rock      | [ 3 ]             |
| Exclaim!          | 8/10              |
| Kerrang!          | [ 5 ]             |
| PopMatters        | 8/10              |

Dreams on Toast — седьмой студийный альбом британской хард-рок-группы The Darkness. Он был выпущен 19 ноября 2021 года на лейбле Cooking Vinyl и Canary Dwarf.
Альбом получил положительные отзывы музыкальной критики и интернет-изданий и дебютировал на первом месте в чарте рок-альбомов Великобритании.

## История
4 июня 2021 года группа объявила, что собирается выпустить новый альбом Motorheart в октябре. В итоге альбом был выпущен 19 ноября 2021 года. В анонсе также была представлена обложка альбома. Первый сингл, «Motorheart», был выпущен в августе 2021 года. Вместе с релизом альбома группа объявила о большом списке дат гастролей в Великобритании, которые пройдут в ноябре и декабре в поддержку альбома.

## Отзывы
Альбом получил положительные отзывы музыкальной критики и интернет-изданий. На Metacritic, сайте-агрегаторе рецензий, который собирает рецензии из основных изданий и выставляет средневзвешенный балл из 100, Motorheart получил 70 баллов на основе 5 рецензий критиков. Эта оценка означает «в целом благоприятные отзывы».

## Список композиций
1. «Welcome Tae Glasgae» — 2:49
2. «It’s Love, Jim» — 3:23
3. «Motorheart» — 4:59
4. «The Power and the Glory of Love» — 3:58
5. «Jussy’s Girl» — 4:09
6. «Sticky Situations» — 4:18
7. «Nobody Can See Me Cry» — 3:16
8. «Eastbound» — 3:36
9. «Speed of the Nite Time» — 4:52

Бонусные треки делюксового издания
1. «You Don’t Have to Be Crazy About Me… But It Helps» — 3:33
2. «It’s a Love Thang (You Wouldn’t Understand)» — 3:18
3. «So Long» — 3:08

Бонусные треки японского издания
1. «The Age of Darkness» — 4:56

## Позиции в чартах
| Чарт (2021)                                   | Высшая позиция |
| --------------------------------------------- | -------------- |
| Австралия (ARIA)                              | 96             |
| Шотландия (Scottish Albums Chart)             | 15             |
| Швейцария (Schweizer Hitparade)               | 99             |
| Великобритания (UK Albums Chart)              | 16             |
| Великобритания (UK Rock & Metal Albums Chart) | 1              |